# هدى ميلاد
هدى ميلاد (ولد في 8 فبراير 1987) هي لاعبة جودو تونسية.

## الميداليات
شاركت هدى في بطولة العالم للجيدو 2009، وفازت فيها بميدالية برونزية في وزن أقل من 70كغ.
في بطولات إفريقيا للجودو فازت هدى بالميدالية الذهبية في وزن 70كلغ في سنة 2010، 2011 و2012.

## روابط خارجية
- هدى ميلاد على موقع الفيدرالية الدولية للجودو (الإنجليزية)
- هدى ميلاد على موقع JudoInside.com (الإنجليزية)
- هدى ميلاد على موقع AllJudo.net (الفرنسية)
- هدى ميلاد على موقع اللجنة الأولمبية الدولية (الإنجليزية)
- هدى ميلاد على موقع أوليمبيديا (الإنجليزية)

## مواضيع ذات صلة
- بطولة أفريقيا للجودو 2010
- بطولة أفريقيا للجودو 2011
- بطولة أفريقيا للجودو 2012
- نهال شيخ روحو